# 高橋理志
高橋 理志（たかはし まさし、1982年2月19日 - ）は、日本の実業家。Voyagin創業者、同代表取締役CEO(社長)。
"The Milken Institute's Global Conference"。、"World Economic Forum"、"WIT" (Web in Travel)  など国際会議でのスピーカーや、観光庁、文部科学省、環境省 などで有識者としても活動している。

## 来歴
千葉県習志野市出身。
千葉県立佐倉高等学校を経て、2006年に慶應義塾大学総合政策学部を卒業した。
新卒採用でコンサルティングファームのA.T.カーニーに入社、1年10ヶ月勤務した後、友人が起業したスタートアップに転職した。スタートアップ時代に民泊仲介サイト「Airbnb」でホストを務め、2009年には約100人の外国人旅行客を自宅に泊める。その際に多くの宿泊客から食事や観光についての質問を受けた経験から、事業化できると考えて起業する。
2011年1月エンターテイメント・キック株式会社を設立した。同年8月、訪日旅行者向けのツアー予約サイト「FindJPN」を発足させる。
2012年12月、旅行体験のマーケットプレイスVoyagin(ボヤジン)をリリースする。当初は"C2C"マッチングの業態を目指したが、一気にアジア8カ国に展開したことが裏目に出て業績は低迷し、資金不足に陥る。窮状を打開するため、シンガポール政府の募集したベンチャー支援プログラムに応募し、現地のベンチャーキャピタルから資金調達に成功する。2013年６月にシンガポール法人VOYAGIN PTE. LTD.を設立した。
シンガポールへの移転後は、"B2C"マッチングによるチケット販売などに業態を広げ、事業を軌道にのせることに成功。
2015年7月、VOYAGIN PTE. LTD株を楽天へ譲渡した。